# Честный человек
«Честный человек» (фр. L'homme fidèle) — французская романтическая комедия 2018 года режиссёра Луи Гарреля. Мировая премьера ленты состоялась 9 сентября 2018 года на 43-м Международном кинофестивале в Торонто, где она принимала участие в программе «Специальные презентации».

## Сюжет
Девять лет назад Марианна ушла от Абеля к его другу Полю и родила от того ребёнка. Когда Поль умер, она вернулась к Абелю, который принял ее вместе с маленьким сыном. Но счастливому воссоединению мешает юная сестра Поля Ева, которая втайне влюблена в Абеля. Между тем, сам Абель задается вопросом, что же случилось с его покойным другом.

## В ролях
- Луи Гаррель — Абель.
- Летиция Каста — Марианна.
- Лили-Роуз Депп — Ева.
- Джозеф Энджель — Жозеф.